# Hugo Scherzer
Hugo Scherzer (ur. 10 lipca 1889 w Świdnicy, zm. 24 grudnia 1940 w Santa Monica) – amerykański kompozytor i pianista pochodzenia niemieckiego.

## Życiorys
Scherzer studiował muzykę w Konserwatorium Sterna w Berlinie, gdzie zdobył wykształcenie muzyczne. Po zakończeniu studiów wyemigrował do Stanów Zjednoczonych, gdzie osiedlił się na stałe i przyjął obywatelstwo amerykańskie. Był znanym pianistą klasycznym, udzielał lekcji muzyki w Sherwood School w Hollywood.
Jego twórczość muzyczna była częścią konkursu artystycznego na Letnich Igrzyskach Olimpijskich w 1932 roku. 
24 grudnia 1940 roku Scherzer utonął w Oceanie Spokojnym, w pobliżu Santa Monica.